# Wampís
El poble wampís o dels huambisas és un poble indígena de l'Amazònia peruana emplaçat a la província de Condorcanqui a la regió de l'Amazones i a la província del Datem del Marañón al departament de Loreto, a les conques altes dels rius Morona i Santiago (Kanus i Kankin, respectivament, en llengua wampís), tributaris del riu Marañón. El seu idioma propi, el huambisa, pertany a la família de les llengües jívaras.
Inspirats per la Declaració de les Nacions Unides sobre els drets dels pobles indígenes, el 2015, es va anunciar que el poble wampís estava determinat a conformar un govern autònom. Representants de més de 200 comunitats indígenes crearen el Govern Territorial Autònom de la Nació Wampís, el primer d'aquesta naturalesa en tot l'Amazones, a fi de defensar els recursos naturals (or, petroli, fusta i aigua) dels projectes extractius, sovint il·legals, de les multinacionals i assegurar llur forma de vida ancestral. El Congrés Wampís està compost per 96 representants de tots les comunitats, i la Constitució té 40 pàgines amb disposicions detallades sobre els drets i els deures de Govern i sobre l'administració del territori i la cultura.

## Enllaços externs
- Lloc web oficial - Nació Wampís